# NGC 7779
NGC 7779 је лентикуларна галаксија у сазвежђу Рибе која се налази на NGC листи објеката дубоког неба.
Деклинација објекта је + 7° 52' 34" а ректасцензија 23h 53m 26,6s. Привидна величина (магнитуда) објекта NGC 7779 износи 12,8 а фотографска магнитуда 13,7. NGC 7779 је још познат и под ознакама UGC 12831, MCG 1-60-45, CGCG 407-70, ARAK 586, PGC 72770.